# Méfou-et-Akono
Méfou-et-Akono is een departement in Kameroen, gelegen in de regio Centre. De hoofdplaats van het departement heet Ngoumou. De totale oppervlakte bedraagt 1.329 km². Met 57.051 inwoners bij de census van 2001 leidt dit tot een bevolkingsdichtheid van 43 inw/km².
Het departement is ontstaan in 1995 bij de splitsing van het oude departement Méfou in Méfou-et-Afamba en Méfou-et-Akono. Méfou was eerder al opgedeeld, op 11 maart 1974 toen het departement Mfoundi (met Yaoundé) van Méfou werd afgesplitst.

## Arrondissementen
Méfou-et-Akono is onderverdeeld in vier arrondissementen en/of gemeenten:
- Akono
- Bikok
- Mbankomo
- Ngoumou